# Ōuetsu Reppan Dōmei

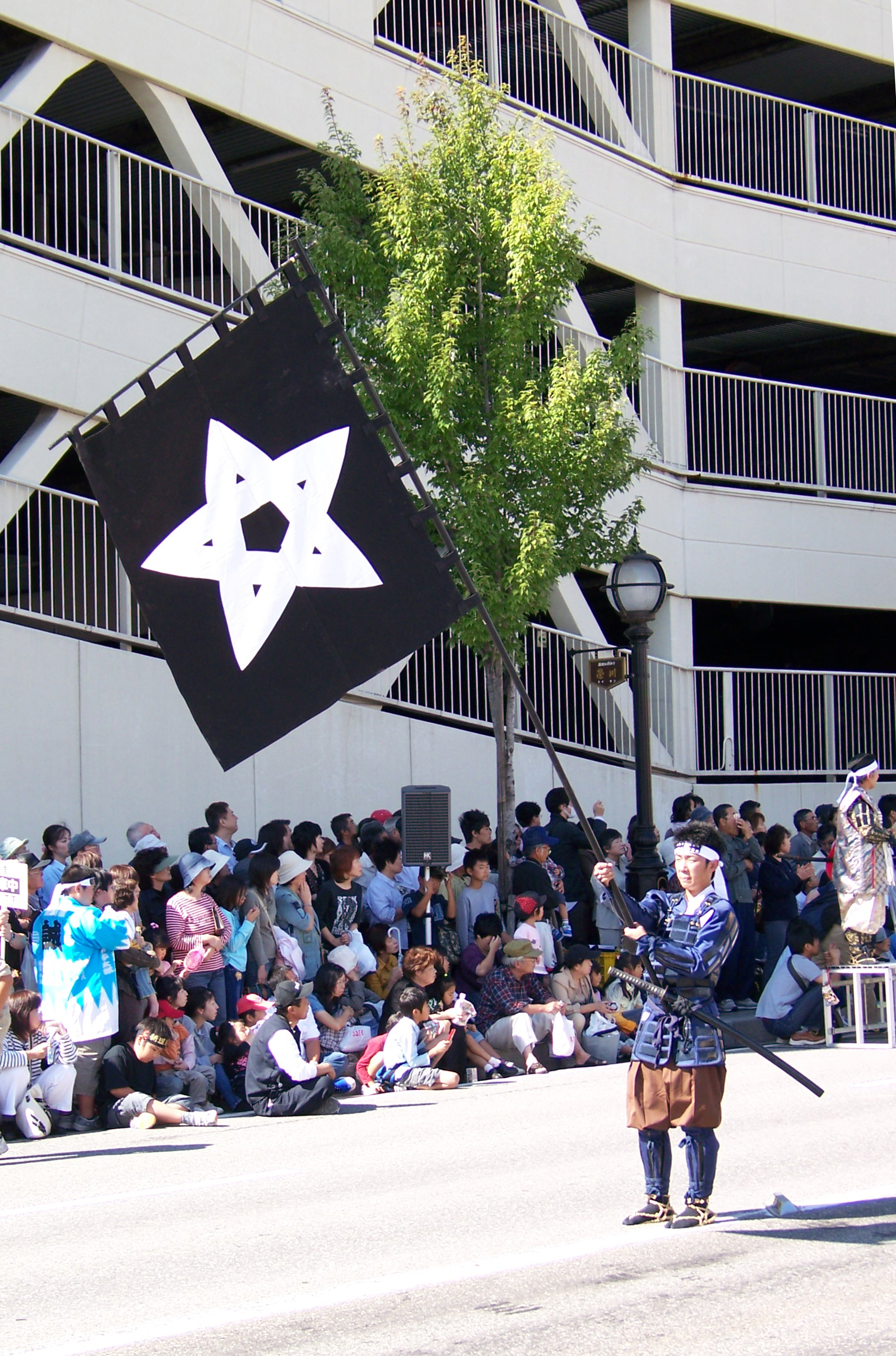
Porte-étendard de la parade Aizu en 2006 arborant le drapeau de l'Ōuetsu Reppan Dōmei.

L'Ōuetsu Reppan Dōmei ou alliance du Nord (奥羽越列藩同盟, litt. : « alliance de l'ensemble des fiefs en Mutsu, Dewa et Koshi ») était une coalition politico-militaire japonaise fondée et dissoute entre le début et la moitié de 1868 pendant la guerre de Boshin, au cours de laquelle elle s'oppose à la restauration du pouvoir impérial. Son drapeau consistait soit en une étoile blanche à cinq branches sur un fond noir, soit en une étoile noire à cinq branches sur un fond blanc.

## Histoire
Parfois désigné sous le nom de l'« alliance du Nord », il était centré sur les domaines de Sendai, de Yonezawa et de Nihonmatsu, et réunissait presque tous les domaines des provinces de Mutsu et de Dewa, plusieurs domaines de la province d'Echigo, et même le clan Matsumae d'Ezo (aujourd'hui Hokkaidō). Basé au château de Shiroishi, le chef nominal de l'alliance était le prince Yoshihisa Kitashirakawa, l'unique abbé du temple de Kan'ei-ji à Edo qui s'est réfugié au nord à la suite de la prise de la ville par l'alliance Satchō, qui s'est auto-proclamé « empereur Tobu », et le véritable chef de l'alliance était Yoshikuni Date de Sendai. Bien que de nature hétéroclite, l'alliance combinait des forces modernes et traditionnelles, et disposait d'environ 50 000 soldats. Bien que l'alliance ait fait de son mieux pour soutenir le domaine d'Aizu, celui-ci ne faisait officiellement pas partie de l'alliance ; Shōnai non plus.
En outre, bien qu'il n'ait techniquement plus existé comme domaine, les forces du clan Hayashi du domaine de Jōzai ont également combattu au nom de l'alliance.
Bien que l'alliance était imposante et combinait les forces militaires de plusieurs domaines, elle ne pouvait pas agir comme une unité unique, et avec la chute de Sendai et d'Aizu, elle s'est effondrée.

## Membres de l'Ōuetsu Reppan Dōmei

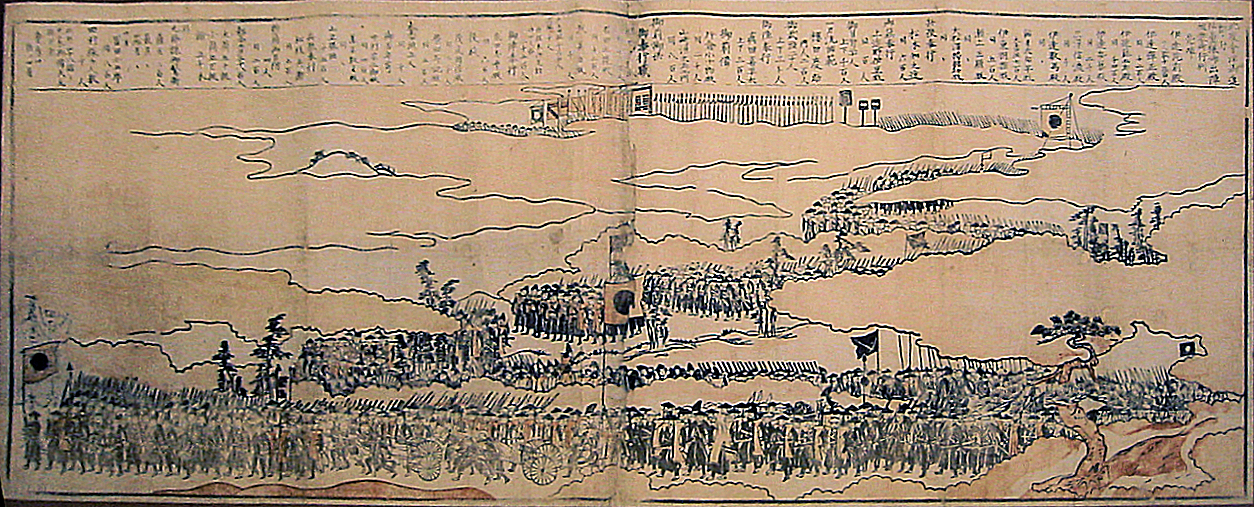
Les troupes de Sendai, à la suite de leur mobilisation en avril, ont rejoint l'alliance du Nord contre les troupes impériales en mai 1868.

Drapeau.

| Domaine               | Famille Régnante | Province |
| --------------------- | ---------------- | -------- |
| Domaine de Matsumae   | Clan Matsumae    | Ezo      |
| Domaine de Kubota     | Clan Satake      | Dewa     |
| Domaine de Morioka    | Clan Nanbu       | Mutsu    |
| Domaine de Yonezawa   | Clan Uesugi      | Dewa     |
| Domaine de Nihonmatsu | Clan Niwa        | Mutsu    |
| Domaine de Hirosaki   | Clan Tsugaru     | Mutsu    |
| Domaine de Shinjō     | Clan Tozawa      | Dewa     |
| Domaine de Tanagura   | Clan Abe         | Mutsu    |
| Domaine de Sōma       | Clan Sōma        | Mutsu    |
| Domaine de Sendai     | Clan Date        | Mutsu    |
| Domaine d'Ichinoseki  | Clan Tamura      | Mutsu    |
| Domaine de Miharu     | Clan Akita       | Mutsu    |
| Domaine de Yamagata   | Clan Mizuno      | Dewa     |
| Domaine de Kaminoyama | Clan Matsudaira  | Dewa     |
| Domaine d'Iwakidaira  | Clan Ando        | Mutsu    |
| Domaine de Fukushima  | Clan Itakura     | Mutsu    |
| Domaine de Honjō      | Clan Rokugo      | Dewa     |
| Domaine de Moriyama   | Clan Matsudaira  | Mutsu    |
| Domaine d'Izumi       | Clan Honda       | Mutsu    |
| Domaine de Kameda     | Clan Iwaki       | Dewa     |
| Domaine de Hachinohe  | Clan Nanbu       | Mutsu    |
| Domaine de Tendō      | Clan Oda         | Dewa     |
| Domaine de Yunagaya   | Clan Naitō       | Mutsu    |
| Domaine de Shimotedo  | Clan Tachibana   | Mutsu    |
| Domaine de Yashima    | Clan Ikoma       | Dewa     |
| Domaine de Shibata    | Clan Mizoguchi   | Echigo   |
| Domaine de Nagaoka    | Clan Makino      | Echigo   |
| Domaine de Murakami   | Clan Naitō       | Echigo   |
| Domaine de Muramatsu  | Clan Hori        | Echigo   |
| Domaine de Mineyama   | Clan Makino      | Echigo   |
| Domaine de Kurokawa   | Clan Yanagisawa  | Echigo   |